# Piedone africanul
Piedone africanul (în italiană Piedone l'africano) este un film de comedie și aventuri italiano-german din 1978, regizat de Stefano Vanzina (Steno) și avându-l în rolul principal pe Bud Spencer. Acest film este al treilea din seria celor patru filme cu comisarul Rizzo (poreclit „Piedone”) de la poliția din Napoli. În acest film, Piedone se deplasează în Africa de Sud pentru a cerceta legătura dintre diamante și traficul de droguri, reușind să-și dea seama cum sunt aduse drogurile în Italia.

## Rezumat
Comisarul de poliție Rizzo, poreclit „Piedone” (Bud Spencer), își continuă activitatea de luptă cu traficanții de droguri din portul italian Napoli. El se întâlnește în port cu Dimpo, un african din Serviciul de Siguranță al minelor de diamante care vrea să-i furnizeze informații cu privire la traficul internațional de droguri și legătura sa cu diamantele. Dar, înainte de a veni la întâlnire, informatorul este împușcat din spate și tot ce poate afla Rizzo este că el are un copil mic în Africa de Sud. Rizzo se deplasează în Africa de Sud pentru a cerceta legătura între diamante și droguri. 
În Africa de Sud, el îl găsește pe băiatul Bodo, fiul lui Dimpo, dar și pe Caputo, care lucrează acum într-un restaurant din Johannesburg după ce-și dăduse demisia din poliția napoletană. Caputo este convins de Rizzo să lucreze din nou. Comisarul este invitat la o vânătoare organizată de Smollet, patronul restaurantului unde lucrează Caputo. Pe drum, Rizzo trece prin mai multe accidente planificate de o bandă de răufăcători, dar scapă nevătămat datorită micului Bodo. La vânătoare, comisarul îl cunoaște pe Spiros, un expert care lucra la o mină de diamante și care plănuise să-l ucidă pe Piedone, tăindu-i frânele de la mașină, punându-i un șarpe în mașină și pregătind o capcană unde-l aștepta un pui de leopard.
Dându-se drept polițist corupt, Rizzo înscenează cu Spiros un furt la o mină de diamante, în scopul de a afla cine este capul rețelei. Gangsterii încearcă să-l ucidă, dar Piedone scapă din nou după ce este fugărit de poliția locală și de traficanți. El își dă seama că șeful traficanților de droguri este chiar Smollet și se duce acasă la acesta. După o luptă finală în care Rizzo îi bate măr pe toți oamenii lui Smollet, gangsterii sunt arestați de serviciile secrete și de poliția locală. Legătura dintre diamante și droguri era următoarea: traficanții furau diamante din minele africane și le vindeau pe piața neagră, cumpărând cu banii obținuți droguri pe care le introduceau în Europa în cuștile cu animale sălbatice destinate a ajunge la grădinile zoologice de acolo.
Rizzo și Caputo zboară cu avionul înapoi la Napoli, iar Caputo își reia serviciul în poliție. Bodo intră clandestin în Italia, ascuns în mașina lui Caputo, iar cei doi polițiști se angajează să aibă grijă de el.

## Distribuție
- Bud Spencer - comisarul Manuele Rizzo „Piedone”
- Enzo Cannavale - brigadierul Caputo
- Werner Pochath - Spiros
- Joe Stewardson - Smollet
- Baldwin Dakile - Bodo
- Dagmar Lassander - Margy Connors
- Carel Trichardt - căpitanul Muller
- Desmond Thompson - comisarul Desmond
- Ester Carloni - Assunta
- Claudio Ruffini - polițist napoletan
- Carlo Reali - polițist
- Vincenzo Maggio - tâlhar din autobuz

### Dublaje în limba italiană
- Pino Locchi - Smollet

## Despre film
Filmările au avut loc din noiembrie 1977 și până în ianuarie 1978, filmul fiind lansat pe 22 martie 1978 în cinematografele din Italia. Coloana sonoră a fost compusă de frații Maurizio și Guido De Angelis.
Copilul de culoare Baldwin Dakile, care a jucat rolul micului Bodo, a urmat studii în Italia și lucrează în prezent ca avocat în Africa de Sud. În perioada filmărilor, exista o separare rasială strictă (apartheid) în Africa de Sud, iar Bud Spencer și-a reamintit, într-un interviu din 2003, că a fost nevoit să părăsească un restaurant împreună cu întreaga echipă de filmare deoarece copilului i s-a refuzat accesul din cauza culorii pielii.
Piedone africanul a primit, în Germania, Premiul Goldene Leinwand decernat filmelor la care s-au vândut peste 3 milioane de bilete la cinematografele germane.

## Recepție
Criticul Tudor Caranfil a dat acestui film o stea din patru și a comentat astfel: „Adevărată forță a naturii, cum îl știm, Piedone va opri trenuri, va sechestra avioane, va distribui corecții tuturor celor care i se opun, fie infractori, fie polițisti, și nu va putea fi oprit până ce adevărul nu va ieși la iveală. Ceea ce îi mai lipsește totuși acestui episod e fantezia și umorul de calitate.”